# 齿轮纺轴螺
齿轮纺轴螺（学名：Columbarium pagoda stellatum），是新腹足目拳螺科Columbarium属的一种。主要分布于台湾，常栖息在深海。